# Vojtěch Kryšpín (pedagog)
Vojtěch Kryšpín (2. dubna 1844 Poděbrady – 26. března 1920 Smíchov) byl český učitel, literární historik, redaktor a spolupracovník pedagogických časopisů, autor učebnic a knih pro mládež. Vyučoval na obecných školách v Dobříši (1864–68) a na Smíchově (1868–1906, od r. 1886 ředitel). Zasedal ve výboru a redakčním odboru Besedy učitelské. Roku 1878 založil a tři roky redigoval časopis Česká škola. Byl autorem prvního biografického slovníku literárně činných českých učitelů (Obraz činnosti literární učitelstva českoslovanského za posledních 100 let, 1885) a několika menších prací v oboru literární historie, výuky psaní a kreslení.

## Život
Narodil se 2. dubna 1844 v Poděbradech jako syn klempíře Václava Kryšpína a jeho manželky Eleonory roz. Poupové. Učitelskému povolání se věnoval od roku 1864 — nejprve v Dobříši, od roku 1868 na Smíchově. Roku 1886, po smrti Jana Ladislava Maška, byl jmenován ředitelem smíchovské chlapecké školy. V roce 1906 odešel do výslužby. Zemřel 26. března 1920 na Smíchově v čp. 744 (dnes rohový dům Lidická 744/14 a Zborovská 744/1, Praha 5).
Byl veřejně činný. Například v prosinci 1866 představil na schůzi učitelů národních škol v Praze návod k výuce psaní v první třídě se třiceti vzory. V říjnu 1878 byl zvolen do výboru Besedy učitelské a do jejího redakčního odboru. V prosinci téhož roku založil společně s Janem V. Poklopem časopis Česká škola a tři roky ho redigoval. Roku 1880 zasedal v komisi pro jednotné tvary českého písma. Také veřejně přednášel, například o Josefu Rautenkrancovi (Spolek učitelek v Praze 1878), k životnímu jubileu učitele Václava Bažanta (Beseda učitelská 1878) a o literární činnosti českého učitelstva v posledním století (t., 1884).
Zemřel roku 1920 a byl pohřben na hřbitově Malvazinky.

## Dílo
Proslavil se texty z literární historie a metodiky výuky psaní. Jeho nejznámějším dílem je Obraz činnosti literární učitelstva českoslovanského za posledních 100 let (1885, online), svého času jediný biografický slovník českých literárně činných učitelů, s velkou kulturně historickou cenou, na němž pracoval od roku 1877. Touto knihou zjednal učitelům čestné místo v dějinách obrozeneckého písemnictví a vytvořil důležitý pramen k jejich poznání a popularizaci.
Vedle toho knižně vyšly např.:
- Zábavy malého kreslíře : lehké předlohy ku kreslení (1874)
- Výklad básní obsažených v čítankách pro školy národní (1875)
- Matěje Josefa Sychry život a spisy vybrané (1877), viz Matěj Josef Sychra
- Methodický postup písma českého i německého (1878)
- Slušnost ozdoba mládeže (1879), podle J. A. Komenského a Jana Javornického
- Tvar a metodický postup písma českého a německého pro školy obecné a měšťanské (cca 1882, spoluautor Jan Ladislav Mašek)
- Františka Jana Zoubka život a práce (1890, online), viz František Jan Zoubek
- Jubilejní kytice k oslavě jubilea padesátiletého panování Jeho cís. a král. apoštolského Veličenství císaře a krále Františka Josefa I. (1898)

Byl rovněž autorem článků v časopisech, např. Posel z Budče, Beseda učitelská, Škola a život, Komenský, Paedagogium, Rozhledy paedagogické, Světozor, Štěpnice, Malý čtenář aj. Jednou divadelní hrou přispěl také do sborníku Divadelní ochotník. Jak již bylo zmíněno, od r. 1878 tři roky (spolu)redigoval a vydával časopis Česká škola.
Byl také spolupracovníkem Encyklopedie paedagogické a Ottova slovníku naučného (pod značkou VKr.)

## Rodina
- 26. září 1871 se v Dobříši oženil s místní občankou Annou Kloudovou (1844–??).[21]
  - Syn Jaroslav (1872–??)[22] se stal c. k. účetním oficiálem u berní správy.[23]
  - Syn Jiří (1875–??)[22] pracoval jako úředník Živnostenské banky v Praze[24]
- Po smrti první manželky se 29. května 1876 podruhé oženil s 31letou Marií Kučkovou z Poděbrad, dcerou důstojníka.[25]
  - Měli dceru Marii (1883–??).[22]